# Candy Reynolds
Candy Reynolds (Knoxville, Tennessee, 1955. március 24. –) amerikai teniszezőnő. Pályafutása során párosban egy Grand Slam-tornán diadalmaskodott, valamint öt WTA-tornát nyert meg.

## Grand Slam-győzelmek

### Páros
- Roland Garros: 1983

## Év végi világranglista-helyezései
| Év       | 1987 | 1988 | 1989 |
| Helyezés | 178. | 251. | 509. |